# Cymbiodyta dorsalis
Cymbiodyta dorsalis är en skalbaggsart som först beskrevs av Victor Ivanovitsch Motschulsky 1859.  Cymbiodyta dorsalis ingår i släktet Cymbiodyta och familjen palpbaggar. Inga underarter finns listade i Catalogue of Life.